# Jerome Simpson
Pour les articles homonymes, voir Simpson.
(en) Statistiques sur pro-football-reference
Jerome Simpson (né le 4 février 1986 à Reidsville), est un joueur américain de football américain évoluant au poste de wide receiver.

## Biographie

### Carrière
Le 24 décembre 2011, lors d'une rencontre opposant les Bengals aux Cardinals de l'Arizona, Jerome Simpson inscrit un touchdown spectaculaire, en faisant un salto avant par-dessus son adversaire. Son équipe s'imposera 23-16,.
En 2015, il évolue aux San Francisco 49ers au poste de wide receiver.